# رینالدو مرلو
رینالدو مرلو (اسپانیایی: Reinaldo Merlo‎؛ زادهٔ ۲۰ مهٔ ۱۹۵۰) بازیکن بازنشستهٔ فوتبال در پست هافبک اهل آرژانتین است.

## باشگاهی
از تیم‌هایی که در آن بازی کرده می‌توان به باشگاه فوتبال ریور پلاته اشاره کرد.